# Katsumi Shibata
Katsumi Shibata (japonès: 柴田 勝巳)  (Tòquio, 1909 - Província de Henan, agost 1942) va ser un jugador d'hoquei sobre herba japonès que va competir durant la dècada de 1930.
El 1932 va prendre part en els Jocs Olímpics de Los Angeles, on va guanyar la medalla de plata com a membre de l'equip japonès en la competició d'hoquei sobre herba.
Va morir en combat durant la Segona Guerra Mundial.